# Гоцатлінська ГЕС
Гоцатлінська ГЕС — гідроелектростанція у Дагестані. Знаходячись перед Ірганайською ГЕС, становить верхній ступінь каскаду у сточищі річки Сулак (басейн Каспійського моря).
В межах проекту річку Аварське Койсу (правий витік Сулаку) перекрили насипною греблею із асфальтобетонним ядром висотою 69 метрів, довжиною 157 метрів та шириною по гребеню 12 метрів, на час спорудження якої воду відвели за допомогою тунелю довжиною 0,45 км з діаметром 7,5 метра. Вона утримує водосховище з площею поверхні 1,8 км2 та об’ємом 48,1 млн м3 (корисний об’єм 3,6 млн м3).  
Через напірну шахту висотою 35 метрів з діаметром 6 метрів, тунель довжиною 0,23 км з діаметром 7,5 метра та водовід довжиною 0,1 км з діаметром 6 метрів ресурс подається до пригреблевого машинного залу. Останній обладнали двома турібнами типу Френсіс потужністю по 50 МВт. Вони використовують напір у 71 метр та забезпечують виробництво 350 млн кВт-год електроенергії на рік.
Відпрацьована вода повертається у річку по відвідному каналу довжиною 1,6 км.
Видача продукції відбувається по ЛЕП, розрахованій на роботу під напругою 110 кВ.